# Кіровський (Земетчинський район)
Кі́ровський (рос. Кировский) — селище у складі Земетчинського району Пензенської області, Росія.
Населення — 59 осіб (2010; 129 у 2002).
Національний склад станом на 2002 рік:
- росіяни — 100 %